# Площа Рембрандта (Амстердам)
Площа Рембрандта (нід. Rembrandtplein (Amsterdam)) — одна з площ у середмісті столиці Нідерландів Амстердама; популярне місце людського скупчення — як містян, так і туристів. Майдан названий на честь великого нідерландського художника Рембрандта.
Майдан розташований між вулицями Reguliersbreestraat і Amstelstraat. До площі прилягають площа Торбеке (Thorbeckeplein), вулиця Reguliersdwarsstraat, з площі виходять вулиці Halvemaansteeg, Bakkerstraat і Utrechtsestraat.

## Історія та сучасність
Історично на теперішній площі Рембрандта в Амстердамі вирував міський масляний ринок. Майдан завжди був осередком суспільного життя. Коли на ньому проводились ярмарки, майдан кишів людьми, чимало з них шукали веселощів або розради у тілесних втіхах, які надавали тут же в кабінках і кіосках. 
Усередині XIX століття міський ринок масла припинив свою діяльність, а от площа зберегла свою атмосферу — тут і раніше можна було знайти розваги певного штибу. Упорядкування й набуття сучасного презентабельного вигляду майдану відбулося тоді ж — на площі був влаштований маленький сквер, у середині якого встановили пам'ятник Рембранду (1852). І тоді ж майдан дістав свою теперішню назву — на честь великого художника.

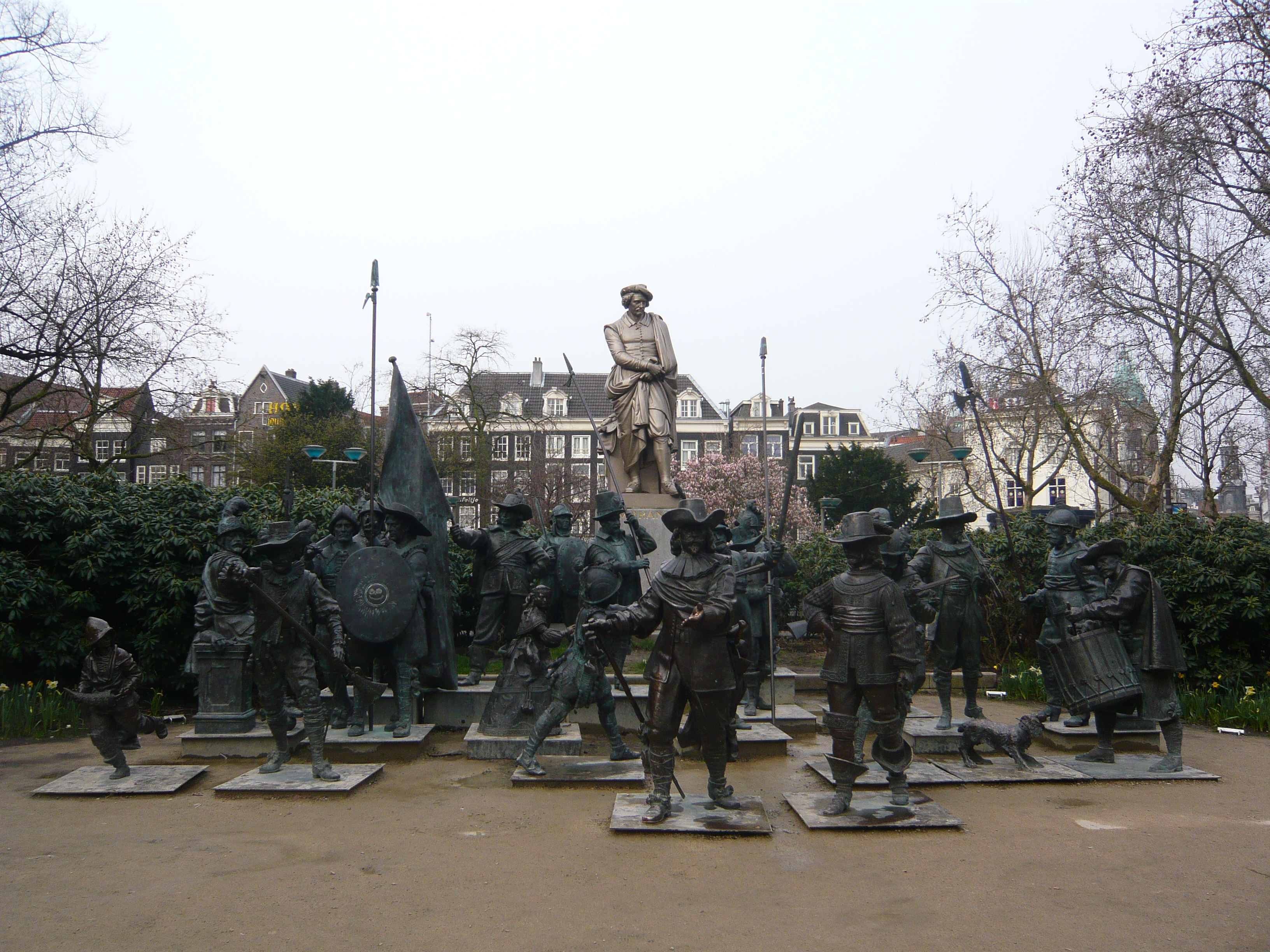
«Рембрандт і нічна варта»

Майдан Рембрандта лишається важливим осередком дозвілля міста. Поруч з магазинами і місцями громадського харчування тут багато нічних клубів і закладів, які показують стриптиз-шоу. 
У 2000-х роках на площі встановлено найбільший у Європі РК-екран.
У центрі майдану Рембрандта в 2006 році була встановлена скульптурна композиція з 22 бронзових фігур, що зображували Рембрандта та героїв його картини «Нічна варта», авторами якої є російські художники Михайло Дронов та Олександр Татарінов. Композиція простояла до початку грудня 2008 року, а 2009-го вирушила до Нью-Йорка.

## Транспорт
На площі Рембрандта розташована зупинка амстердамських трамваїв №№ 4, 9 і 14.

## Галерея
|  |  |  |  |

## Виноски
1. ↑  https://adamlink.nl/geo/street/rembrandtplein/3785
2. ↑  Інфо на www.simplyamsterdam.nl. Архів оригіналу за 16 липня 2011. Процитовано 27 грудня 2010.